# Теофил Норт
Теофил Норт (англ. Theophilus North) — роман американского прозаика Торнтона Уайлдера. Последнее крупное произведение Уайлдера, а также последнее произведение, изданное при его жизни. На русский язык роман перевёл Виктор Голышев.

## История создания
Произведение было впервые издано в 1973 году. Оно частично основано на фактах биографии самого Уайлдера, а частично является вымышленной биографией брата-близнеца автора, умершего вскоре после рождения.

## Сюжет

### Завязка
Роман представляет собой воспоминания самого Теофила Норта, уже пожилого человека, о событиях почти полувековой давности — о лете 1926 года. Теофил Норт — преподаватель мужской частной школы. Учебный год закончился раньше в связи с эпидемией гриппа и Норт решил отправиться в путешествие. Купив у приятеля старый автомобиль, он отправляется в путь без особых планов. Дорога приводит его к городу Ньюпорт, штат Род-Айленд, где за семь лет до этого он служил в береговой артиллерии. Машина Норта ломается на въезде в город и ему приходится остаться здесь надолго. Чтобы обеспечить себе достойное существование, Теофил нанимается учителем игры в теннис в местный клуб, начинает давать частные уроки, а также читает вслух богатым горожанам. Вскоре Норт, благодаря своему умению разрешать крайне деликатные вопросы, становится известен всему городу.

### Диана Белл
Первым делом Теофила становится дело Дианы Белл — дочери богатого нью-йоркского дельца, которая решает выйти замуж втайне от родителей. Те, однако, узнают о её планах, но, боясь огласки и газетной шумихи, решают спасти положение, обратившись к частному лицу. Норта им рекомендует директор казино, в котором тот работает теннисным инструктором. Норт догоняет сбежавших влюблённых и простыми разговорами разрушает их отношения, оказавшиеся не столь прочными, как они думали.

### Дом Уикоффов
Богатая пожилая жительница Ньюпорта Норина Уикофф находится в трудной ситуации. На её доме лежит «проклятье» — горожане считают, что в нём водятся привидения. Слуги не хотят работать в этом доме, гости миссис Уикофф не желают оставаться здесь допоздна. Одержимая желанием установить причину, по которой дом приобрёл столь дурную славу, миссис Уикофф приглашает Норта помочь ей разобраться с фамильной перепиской, в которой она надеется найти ключ к пониманию ситуации. В конце концов Норт узнаёт правду, и, движимый приязнью к миссис Уикофф, решает помочь ей изменить ситуацию. Он рассказывает несколько выдуманных историй про этот дом своей знакомой — влиятельной журналистке Флоре Диленд, которая впоследствии публикует их под своим именем. Горожане столь удивлены новыми «фактами» из истории дома, что его дурная слава отступает на второй план.

### Девять фронтонов
Джеймс Мак-Генри Босворт — престарелый горожанин, бывший дипломат, владелец крупного состояния, оказавшийся заложником неприятной ситуации: его близкие, желая взять дела по дому, а также распоряжение капиталом Босворта, в свои руки, убеждают его, что он крайне болен и всячески ограничивают его активность. Теофил Норт приглашён в дом в качестве чтеца для мистера Босворта. Быстро поняв ситуацию в доме, Норт, несмотря на исповедуемую им позицию невмешательства, старается помочь мистеру Босворту освободиться от тотального диктата родных.

### Рип
Теофил с удивлением обнаруживает, что в Ньюпорте живёт его знакомый по университету Николас Ванвинкль. Ванвинкль — лётчик-ас, герой Первой мировой войны, известный на всю страну. Однако и в его жизни множество неприятностей. Сам по себе он небогат, но женат на женщине с большим состоянием. Как и герой предыдущей истории, Николас — жертва домашнего диктата самодурки-супруги, доставляющей беспокойство многим жителям города. Он просит Теофила позаниматься с ним немецким, потому что надеется через некоторое время отправиться в Германию на встречу асов Первой мировой войны. Пользуясь случайно услышанным разговором, а также стечением обстоятельств, Норт разыгрывает злой спектакль с супругой Ванвинкля, а также косвенно вынуждает её дать мужу деньги на поездку в Германию.

### У миссис Киф
Элбер Хьюз — молодой небогатый человек и крайне талантливый каллиграф. Против своей воли он вовлечён в преступное сообщество, занимающееся подделкой старинных документов. Чтобы высвободить Хьюза из столь неприятной ситуации, не подвергая его опасности ни со стороны преступников, ни со стороны полиции, Теофилу приходится изрядно постараться, а заодно и снять комнату в доме миссис Киф, в которой раньше располагалась преступная лаборатория.

### Фенвики
Чарльз Фенвик — шестнадцатилетний отпрыск богатой ньюпортской семьи. Подросток испытывает некоторые психологические трудности — с исключительным презрением он относится ко всем окружающим, за исключением своей младшей сестры Элоизы и нескольких священников, на чьих службах он бывал. Теофила Норта приглашают в дом в качестве преподавателя французского языка для Чарльза, с тайной миссией — по возможности поправить положение дел. Норт достаточно быстро устанавливает причину проблемы и с помощью педагогических приёмов старается её разрешить.

### Майра
Норта приглашают читать супруге богатого ньюпортца Джорджа Грэнберри — Майре. Майра беременна, муж её постоянно проводит время не дома под предлогом «занятия изобретательством», и чтение должно развеять её скуку. Теофил и Майра быстро сходятся друг с другом. Майра, осознавая крупные пробелы в своём образовании, старается наверстать упущенное, а Теофил охотно ей в этом помогает. Параллельно с этим Норт налаживает отношения между супругами.

### Мино
Бенджамин — юноша-калека, лишённый возможности ходить, и обладающий выдающимися способностями и блестящей эрудицией. Он нанимает Норта чтобы читать с ним Данте. Теофил понимает, что Бенджамин, несмотря на свои способности и наличие заработка (он составляет головоломки и кроссворды для газет и журналов), испытывает некоторые комплексы из-за своего увечья. Норт делится с Бенджамином своим жизненным опытом, а также помогает ему наладить отношения с противоположным полом, что благотворно влияет на Бенджамина.

### Алиса
Алису Норт встречает в ресторане. Она — жена моряка, с которым уже пять лет состоит в браке, и от которого не может завести детей. Алиса решает использовать свой шанс и завести ребёнка от Норта, но ей нелегко переступить через свои принципы и религиозные заповеди. Теофил убеждает её в том, что поступок, совершённый со столь благим намерением как рождение ребёнка, не может быть дурным. Больше они никогда не встречались.

### Олений парк
Норта приглашают заниматься французским языком с Элспет и Артуром — детьми состоятельных ньюпортцев. Элспет 17 лет, она находится на домашнем обучении, поскольку страдает от сильных головных болей. При этом в городе ходят слухи о некоем «целительском» даре Теофила, который он однажды продемонстрировал во время инцидента в теннисном клубе. В итоге Норт излечивает Элспет наложением рук и советует её доктору, ранее настаивавшему на операции, прописать ей отдых в сельской местности. Доктор, удивлённый способностями Норта, предлагает ему стать своим секретарём, но Норт отвечает отказом.

### Бодо и Персис
Эта история хронологически является своеобразным продолжением истории «Девять фронтонов», на что сам автор указывает в начале главы. Бодо — немецкий дипломат, с которым Норта связывают приятельские отношения. Персис — внучка мистера Босворта, единственный искренний и благожелательно настроенный человек среди всей его родни, которая также страдает от тирании своих родственников. Бодо влюблён в Персис и хочет на ней жениться, но его смущают слухи о её первом супруге, который покончил с собой при загадочных обстоятельствах. Норт узнаёт истинные обстоятельства этого происшествия и с помощью Бодо развенчивает их, таким образом способствуя сближению Бодо и Персис.

## Роман в театре и кинематографии
В 1988 году роман был экранизирован под названием «Mr. North» (рус. Мистер Норт). Роль Теофила Норта сыграл американский актёр Энтони Эдвардс.
В 2006 году адаптированная Мэтью Бёрнеттом версия романа была поставлена ньюйоркской труппой «Keen Company».